# Ceremuhivka, Lebedîn
Ceremuhivka (în ucraineană Черемухівка) este un sat în comuna Kaliujne din raionul Lebedîn, regiunea Sumî, Ucraina.

## Demografie
Componența lingvistică a localității Ceremuhivka
     Ucraineană (97,92%)
     Rusă (2,08%)
Conform recensământului din 2001, majoritatea populației localității Ceremuhivka era vorbitoare de ucraineană (97,92%), existând în minoritate și vorbitori de rusă (2,08%).